# Podziemia Będzińskie
Podziemia Będzińskie – podziemna trasa turystyczna, urządzona w poniemieckim schronie przeciwlotniczym z okresu II wojny światowej, znajdującym się w Będzinie. Trasa jest udostępniania przez tutejsze Muzeum Zagłębia.
Trasa została otwarta 13 grudnia 2013 roku i jest dostępna przez cały rok. Prowadzi korytarzami nieukończonego schronu przeciwlotniczego, wybudowanego w latach 1943–1944 dla ochrony niemieckiej ludności miasta. Schron został wykuty przez więźniów obozów koncentracyjnych we wnętrzu Góry Zamkowej. Temperatura oscyluje pomiędzy 9 a 12 st. C. Wejście do podziemi znajduje się przy Al. Kołłątaja, niedaleko Kościoła Św. Trójcy. Sama trasa liczy ok. 400 metrów (cały kompleks ma ok. 700 m) i wiedzie sztolniami oraz korytarzami schronu.
W lutym 2018 roku otwarto nową aranżację Podziemi: „Tropiciele Historii Podziemi Będzińskich”. Obecnie udostępnione są niewielkie ekspozycje poświęcone początkom Będzina oraz okupacji niemieckiej podczas II wojny światowej. 
Zwiedzanie jest możliwe siedem dni w tygodniu – po uprzednim umówieniu się telefonicznie. Odbywa się ono w grupach, prowadzonych przez przewodnika. Wstęp jest płatny.

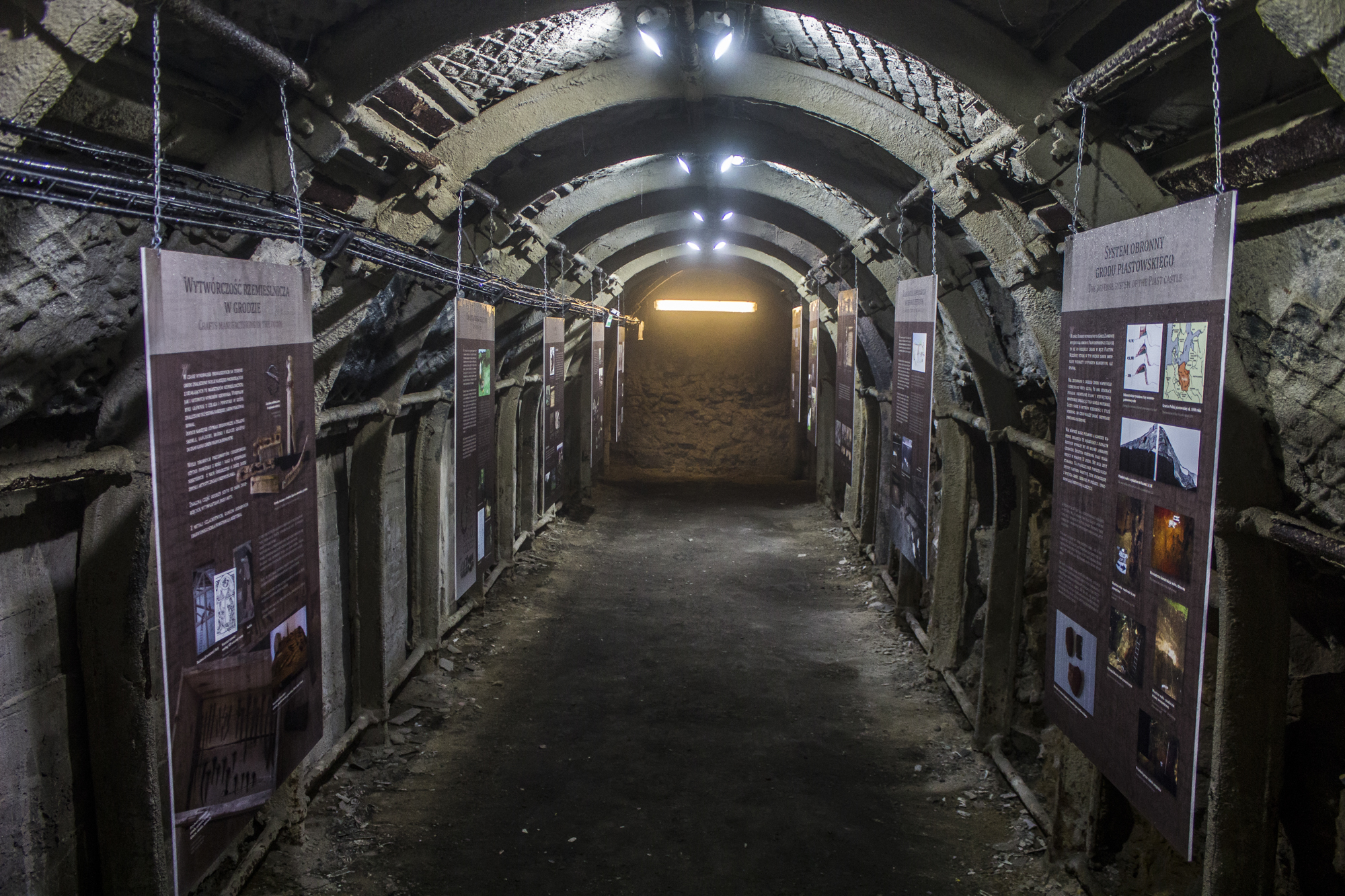
Wystawa "Początki Będzina"